# جواو كارلوس أمير بيرا
جواو كارلوس أمير بيرا (بالبرتغالية: João Carlos, Príncipe da Beira‏) (6 مارس 1821 - 4 فبراير 1822) أمير برازيلي وهو ابن بيدرو الأول إمبراطور البرازيل وماريا ليوبولدينا من النمسا.